# Noel
Noel (кор. 노을) — південнокорейський бой-бенд, до складу якого входять Чон У Сон, Лі Сан Ґон, На Сон Хо та Кан Кьон Сон.

## Дискографія

### Студійні альбоми
| Назва                                                                            | Деталі альбому                                                                                              | Пікові позиції у чартах | Продажі |
| Назва                                                                            | Деталі альбому                                                                                              | KOR                     | Продажі |
| -------------------------------------------------------------------------------- | --- | ----------------------- | ------- |
| Noel                                                                             | - Реліз: 27 грудня 2002 - Лейбл: Daeyoung A/V, Iriver - Формат: CD, цифрове завантаження                    | —                       | Н/Д     |
| These Are The Times (아파도 아파도)                                              | - Реліз: 27 травня 2004 - Лейбл: JYP Entertainment, Iriver - Формат: CD, цифрове завантаження               | —                       | Н/Д     |
| Everything Was You (전부 너였다)                                                 | - Реліз: 10 лютого 2006 - Лейбл: JYP Entertainment, Iriver - Формат: CD, цифрове завантаження               | —                       | Н/Д     |
| Time For Love                                                                    | - Реліз: 6 листопада 2012 - Лейбл: ITM Entertainment, LOEN Entertainment - Формат: CD, цифрове завантаження | —                       | Н/Д     |
| «—» релізи, що не потрапили у чарти або не були випущені у відповідних регіонах. | |                         |         |

### Мініальбом
| Назва                               | Деталі альбому                                                                                               | Пікові позиції у чартах | Продажі                 |
| Назва                               | Деталі альбому                                                                                               | KOR                     | Продажі                 |
| ----------------------------------- | --- | ----------------------- | ----------------------- |
| Longing (그리움)                    | - Реліз: 26 жовтня 2011 - Лейбл: ITM Entertainment, LOEN Entertainment - Формат: CD, цифрове завантаження    | 16                      | - Південна Корея: 2,466 |
| Trace (흔적)                        | - Реліз: 27 листопада 2013 - Лейбл: ITM Entertainment, LOEN Entertainment - Формат: CD, цифрове завантаження | 19                      | - Південна Корея: 1,092 |
| Invisible Things (보이지 않는 것들) | - Реліз: 8 січня 2015 - Лейбл: YNB Entertainment, K&C Music - Формат: CD, цифрове завантаження               | 11                      | - Південна Корея: 903   |

### Сингл-альбоми
| Назва                  | Деталі альбому                                                                                            | Пікові позиції у чартах | Продажі                 |
| Назва                  | Деталі альбому                                                                                            | KOR                     | Продажі                 |
| ---------------------- | --- | ----------------------- | ----------------------- |
| Fading Away (떠나간다) | - Реліз: 19 квітня 2012 - Лейбл: ITM Entertainment, LOEN Entertainment - Формат: CD, цифрове завантаження | 24                      | - Південна Корея: 1,364 |

### Сингли
| Назва                                                     | Рік  | Пікові позиції у чартах | Продажі                     | Сертифікації                | Альбом               |
| Назва                                                     | Рік  | KOR                     | Продажі                     | Сертифікації                | Альбом               |
| --------------------------------------------------------- | ---- | ----------------------- | --------------------------- | --------------------------- | -------------------- |
| «Even I Grab You» (붙잡고도)                              | 2002 | Н/Д                     | Н/Д                         | Н/Д                         | Noel                 |
| «Although Ill, Although Ill» (아파도 아파도)              | 2004 | Н/Д                     | Н/Д                         | Н/Д                         | These Are The Times  |
| «Everything Was You» (전부 너였다)                        | 2006 | Н/Д                     | Н/Д                         | Н/Д                         | Everything Was You   |
| «I Miss You» (그리워 그리워)                              | 2011 | 2                       | - Південна Корея: 4,112,356 | Н/Д                         | Longing              |
| «Fading Away» (떠나간다)                                  | 2012 | 6                       | - Південна Корея: 1,047,518 | Н/Д                         | Fading Away          |
| «Lady» (여인)                                             | 2012 | 21                      | - Південна Корея: 238,539   | Н/Д                         | Time For Love        |
| «Things I Couldn't Say» (하지 못한 말)                    | 2012 | 2                       | - Південна Корея: 1,699,796 | Н/Д                         | Time For Love        |
| «Love 911» (반창꼬)                                       | 2012 | 12                      | - Південна Корея: 704,371   | Н/Д                         | Сингли поза альбомом |
| «When the Night Comes» (밤이 오는 거리) feat. Dynamic Duo | 2013 | 4                       | - Південна Корея: 498,297   | Н/Д                         | Сингли поза альбомом |
| «The Day» (그날이야)                                      | 2013 | 37                      | - Південна Корея: 77,656    | Н/Д                         | Сингли поза альбомом |
| «Your Voice» (목소리)                                     | 2015 | 2                       | - Південна Корея: 1,051,983 | Н/Д                         | Invisible Things     |
| «In the End» (이별밖에)                                   | 2015 | 10                      | - Південна Корея: 378,889   | Н/Д                         | Non-album singles    |
| «Hold My Hand» (손잡아요)                                 | 2016 | 81                      | - Південна Корея: 29,111    | Н/Д                         | Non-album singles    |
| «Our Last Day» (그날의 너에게)                            | 2018 | 88                      | Н/Д                         | Н/Д                         | Non-album singles    |
| «How About You» (너는 어땠을까)                           | 2018 | 23                      | Н/Д                         | Н/Д                         | Star                 |
| «Late Night» (늦은 밤 너의 집 앞 골목길에서)              | 2019 | 1                       | Н/Д                         | - KMCA: Platinum (стриминг) | Сингли поза альбомом |
| «Suddenly» (문득)                                         | 2020 | 21                      | Н/Д                         | Н/Д                         | Сингли поза альбомом |
| «Still Around You» (너의 곁에만 맴돌아)                   | 2020 | 57                      | Н/Д                         | Н/Д                         | Сингли поза альбомом |
| «Saving All My Love» (지켜줄게)                           | 2020 | 124                     | Н/Д                         | Н/Д                         | Сингли поза альбомом |
| «Unhateable» (미워지지가 않아)                            | 2021 | 108                     | Н/Д                         | Н/Д                         | Сингли поза альбомом |
| «Saying Goodbye» (잊을 수 있을까)                         | 2022 | 22                      | Н/Д                         | Н/Д                         | Сингли поза альбомом |
| «Everything» (그대가 있기에)                              | 2022 | 87                      | Н/Д                         | Н/Д                         | Сингли поза альбомом |
| «I Will» (내가 그댈)                                      | 2022 | 170                     | Н/Д                         | Н/Д                         | Сингли поза альбомом |
| «If We» (우리가 남이 된다면)                              | 2022 | 143                     | Н/Д                         | Н/Д                         | Сингли поза альбомом |
| «Please Come Back Again» (다시 와주라)                    | 2023 | 120                     | Н/Д                         | Н/Д                         | Сингли поза альбомом |
| «How Are You?» (잘사니)                                   | 2023 | 100                     | Н/Д                         | Н/Д                         | Сингли поза альбомом |

## Нагороди та номінації
| Нагорода           | Рік  | Категорія         | Номінант / робота | Результат | Прим.  |
| ------------------ | ---- | ----------------- | ----------------- | --------- | ------ |
| Golden Disc Awards | 2021 | Digital Bonsang   | «Late Night»      | Перемога  | [ 20 ] |
| Seoul Music Awards | 2021 | Best Ballad Award | Noel              | Номінація | [ 21 ] |